# 汤姆·施塔克
汤姆·施塔克（德語：Tom Starke，1981年03月18日—）是一位德国足球运动员，曾效力于德甲球队拜仁慕尼黑，司职守门员。

## 俱乐部生涯
施塔克最早是在民主德国城市库罗特哈塔开始手球训练，并从事这项运动长达7年之久。此外，他还曾作为一名长跑运动员参加过斯巴达运动会。
1988年秋天，施塔克开始踢足球，因为蓝白弗赖塔尔制铁迫切寻求足球运动员。该俱乐部青年队教练决定将他训练为一位守门员。1989年，在经过为期两周的试训后，德累斯顿迪纳摩青年队将其招入麾下。莱纳·卡尔蒙德则在1999年将施塔克带到了勒沃库森。在那里他随青年队夺得了2000年19岁以下组别的德国冠军，并随业余队夺得了2001年德国足球高级联赛冠军。在2003-04赛季，他被租借至汉堡。施塔克的首次德甲亮相是在2004年3月13日汉堡以2比0击败柏林赫塔的比赛中，他在第52分钟替换斯特凡·瓦希特出场。同年5月31日，施塔克第二次获得德甲出场机会，他在这场客战云达不来梅的比赛中打满90分钟，却被对手狂灌6球。
2006年1月，施塔克以主力守门员的身份加盟德乙球队帕德博恩。经过两个赛季共上阵47场联赛后，他于2007-08赛季被德甲球队杜伊斯堡签入，但俱乐部在该季结束后不幸降入德乙，施塔克在德乙又继续坚守了两个赛季。在2010-11赛季，他通过转会至升班马霍芬海姆从而得以重返德甲作赛，他与后者签署的合同直至2013年6月届满。
霍芬海姆在2012-13赛季前签入另一位门将蒂姆·维泽后，施塔克被获准在合同期满前以自由转会的身份离开俱乐部。2012年夏天，他被德甲豪门拜仁慕尼黑签入，并获得了一份为期三年的合同。作为汉斯-约尔格·布特退役后的继任者，施塔克在拜仁的身份成为仅次于主力人选曼努埃尔·诺伊尔之后的第二门将。他代表拜仁参加的首场比赛是2012年10月31日德国杯第二轮，拜仁主场以4比0战胜凯泽斯劳滕。直至2013年4月13日，施塔克才迎来了他代表拜仁在德甲联赛的首秀，他在球队以1比0战胜老东家霍芬海姆的比赛中首发并打满全场。2013年4月13日，施塔克又在拜仁以4比0战胜纽伦堡的比赛中扑出添美·西蒙斯主罚的点球，从而帮助球队零封对手。在加盟拜仁的首个赛季，施塔克便随拜仁赢得了德甲、德国杯和欧洲冠军联赛的三冠王。

### 国家队生涯
施塔克在2000年12月20日首次代表德国20岁以下国家足球队参赛，但球队却在布宜诺斯艾利斯以0比1不敌阿根廷U-20。施塔克在2001年还代表德国U-20参加了另外6场国际比赛，分别对阵西班牙（1比2，2月9日于拉斯帕马斯）、意大利（2比0，3月2日于马德拉），以及对阵加拿大、巴西和伊拉克的三场U20世界杯足球赛分组赛，其后在对阵法国的四分之一决赛中，他们以2比3被淘汰 。
2002年，施塔克入选了德国21岁以下国家足球队，并在2月12日客场以1比0战胜北爱尔兰的比赛中首次登场亮相。他的最后一场国家队比赛是在2004年4月27日客场对阵希腊，德国以1比2不敌对手。

## 荣誉
- 欧洲冠军联赛冠军：2013
- 欧洲超级杯冠军：2013年
- 德国足球冠军：2013
- 德国杯冠军：2013
- 德国超级杯冠军：2012